# Адольф Вайткунат
Адольф Вайткунат (нім. Adolf Weitkunat; 7 лютого 1895, Грюнфлісс — 28 червня 1988, Бухгольц) — німецький офіцер, оберст резерву вермахту (1 серпня 1944). Кавалер Лицарського хреста Залізного хреста з дубовим листям.

## Біографія
Учасник Першої світової війни. В 1919 році демобілізований. Працював вчителем. В серпні 1939 року призваний на дійсну службу і призначений командиром 1-го ескадрону 206-го розвідувального батальйону. Учасник Польської і Французької кампаній, а також Німецько-радянської війни. В грудні 1941 року був тяжко поранений, а після одужання призначений командиром 11-го розвідувального батальйону. Взимку 1942/43 року командував бойовою групою 338-ї піхотної дивізії, а в 1943 поставлений на чолі 488-го штурмового батальйону 269-ї піхотної дивізії. З 1944 року — командир кавалерійського полку «Південь», з літа 1944 року — 514-го гренадерського полку. У вересні 1944 року полк був повністю знищений на Сході, сам Вайткунат був евакуйований і на початку 1945 року командував різними гарнізонами у Східній Пруссії. В травні 1945 року здався британським військам.

## Нагороди
- Залізний хрест 2-го і 1-го класу
- Королівський орден дому Гогенцоллернів, лицарський хрест з мечами
- Почесний хрест ветерана війни з мечами
- Застібка до Залізного хреста 2-го і 1-го класу
- Штурмовий піхотний знак в сріблі
- Лицарський хрест Залізного хреста з дубовим листям
  - лицарський хрест (4 листопада 1941)
  - дубове листя (№ 346; 5 грудня 1943)
- Медаль «За зимову кампанію на Сході 1941/42»
- Нагрудний знак ближнього бою в бронзі
- Нагрудний знак «За поранення» в золоті